# University of Alaska Anchorage
Die University of Alaska Anchorage (auch UAA genannt) ist eine staatliche Universität in Anchorage im US-Bundesstaat Alaska. Sie ist der größte Standort im University of Alaska System. Sie ist Mitglied der Universität der Arktis. Der Ursprungscampus des Hochschulverbands ist der kleinere Standort University of Alaska Fairbanks.
Neben dem Hauptcampus in Anchorage leitet die University of Alaska Anchorage vier Community Colleges: Matanuska-Susitna College, Kenai Peninsula College, Kodiak College, and Prince William Sound Community College.

## Geschichte
Die Universität wurde 1954 als Anchorage Community College gegründet. Den Status eines College erlangte sie 1965 und trägt seit 1976 ihren heutigen Namen. Die Universität in ihrer heutigen Form gibt es seit dem Zusammenschluss verschiedener Lehranstalten im Jahr 1987.

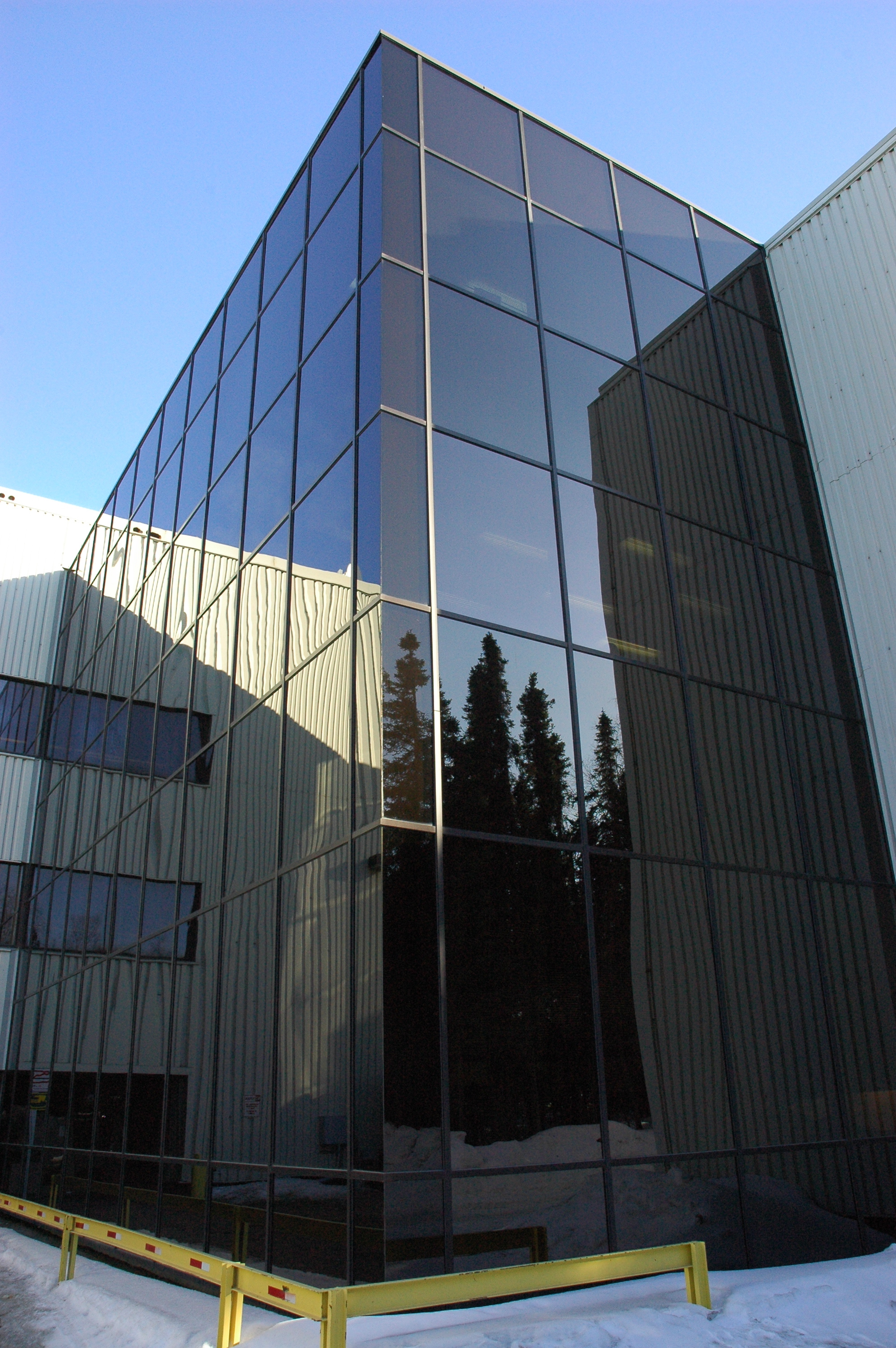
Die 1973 erbaute und 2002–2004 erweiterte und renovierte Bibliothek, die sowohl von der UAA als auch von der nahe gelegenen Alaska Pacific University genutzt wird.

## Zahlen zu den Studierenden und den Dozenten
Im Herbst 2020 waren 11.953 Studierende an der UAA eingeschrieben. Davon strebten 11.323 (94,7 %) ihren ersten Studienabschluss an, sie waren also undergraduates. Von diesen waren 61 % weiblich und 39 % männlich; 7 % bezeichneten sich als asiatisch, 3 % als schwarz/afroamerikanisch, 9 % als Hispanic/Latino und 50 % als weiß. 630 (5,3 %) arbeiteten auf einen weiteren Abschluss hin, sie waren graduates. 842 Dozenten lehrten an der UAA, davon 411 in Vollzeit und 431 in Teilzeit.
2006 lag die Zahl der Studierenden oberhalb 17.000.

## Sport
Die Sportteams der UAA sind als Seawolves bekannt. Die Hochschule ist Mitglied der Great Northwest Athletic Conference.

## Persönlichkeiten

### Sport
- Jay Beagle (* 1985), Eishockeyspieler, spielte 2005 bis 2007 für die UAA
- Kevin Clark (* 1987), Eishockeyspieler, spielte 2006 bis 2010 für die UAA
- Hansi Gnad (* 1963), ehemaliger Basketballspieler, 1983 bis 1987 in Anchorage
- Nathan Lawson (* 1983), Eishockeyspieler, war 2004 bis 2007 an der UAA
- Mike Peluso (* 1965), Eishockeyspieler, war 1985 bis 1989 an der UAA

### Politik
- Loren Leman (* 1950), Politiker